# Ютерзен
Ютерзен (нім. Uetersen) — місто в Німеччині, розташоване в землі Шлезвіг-Гольштейн, за 30 км на північний захід від Гамбурга. Входить до складу району Піннеберг. Тут розташований один з найбільших розаріїв Північної Німеччини, заснований 1929 року.
Площа — 11,43 км2. Населення становить 18 595 ос. (станом на 31 грудня 2020).